# Rechelim
Rechelim (hebr.: רחלים) – wieś położona w samorządzie regionu Szomeron, w Dystrykcie Judei i Samarii, w Izraelu.
Leży w centralnej górzystej części Samarii, w otoczeniu terytoriów Autonomii Palestyńskiej.

## Historia
Osada została założona w 1991 jako izraelski posterunek wojskowy, w którym później osiedlili się cywilni religijni żydowscy osadnicy.